# Gaardbrug
De Gaardbrug is een rijksmonumentale boogbrug in de Utrechtse binnenstad. De brug overspant de Oudegracht.
Rond 1400 was de Oudegracht op deze locatie al over te steken en de locatie behoorde tot het marktgebied dat vanouds in en om de handelswijk Stathe was gelegen. In de landhoofden van de Gaardbrug zijn brugkelders aangebracht. De noordwestzijde van de brug grenst aan de bebouwing in de Lijnmarkt. Aan de zuidzijde en noordoostzijde van de brug sluiten werfkelders en werven aan. Aan de noordoostzijde van de gracht tot aan de volgende brug, de Maartensbrug, bevinden zich de Lichte en Donkere Gaard. Deze straatnamen zijn ontleend aan de boomgaard van de Utrechtse bisschop die hier in de middeleeuwen lag.

## Heulen
Op Utrechtse bruggen werd destijds "geheuld". Jonge boerengeliefden reden dan op zondag met sjees over elke Utrechtse brug. Op iedere brug werd Heul-Heul geroepen, waarna ze elkaar kusten. Wegens het onstichtelijke karakter werd het gebruik verboden.

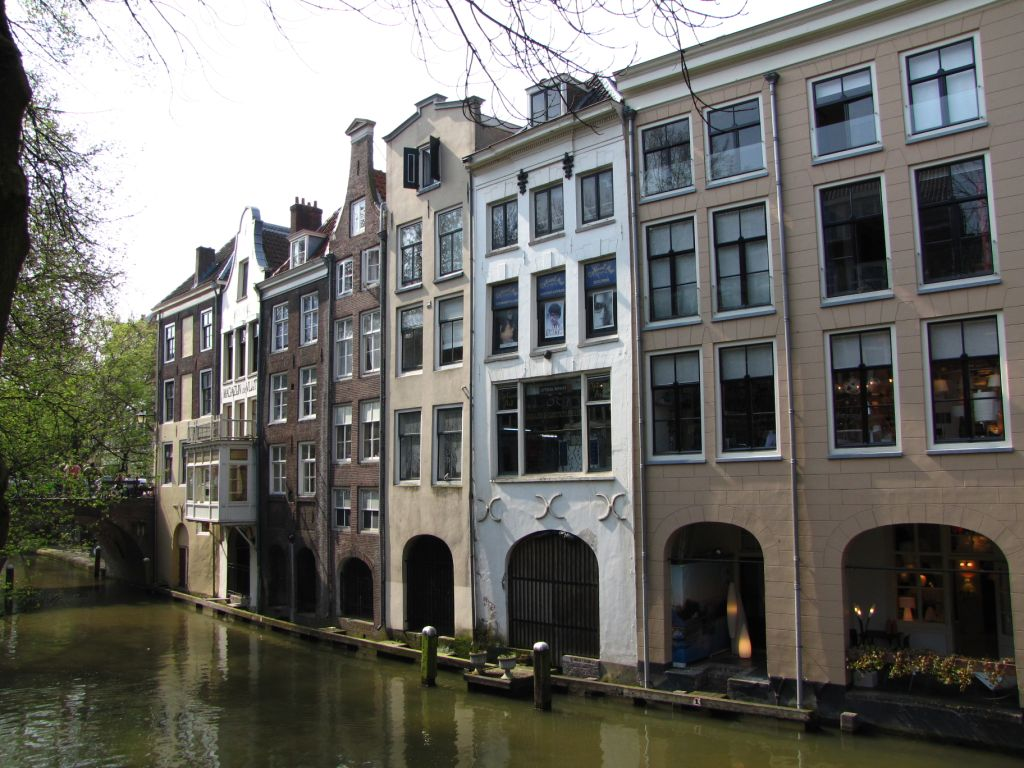
Oudegracht met de achterzijde van een deel van de oostelijke bebouwing in de Lijnmarkt tot aan de Gaardbrug
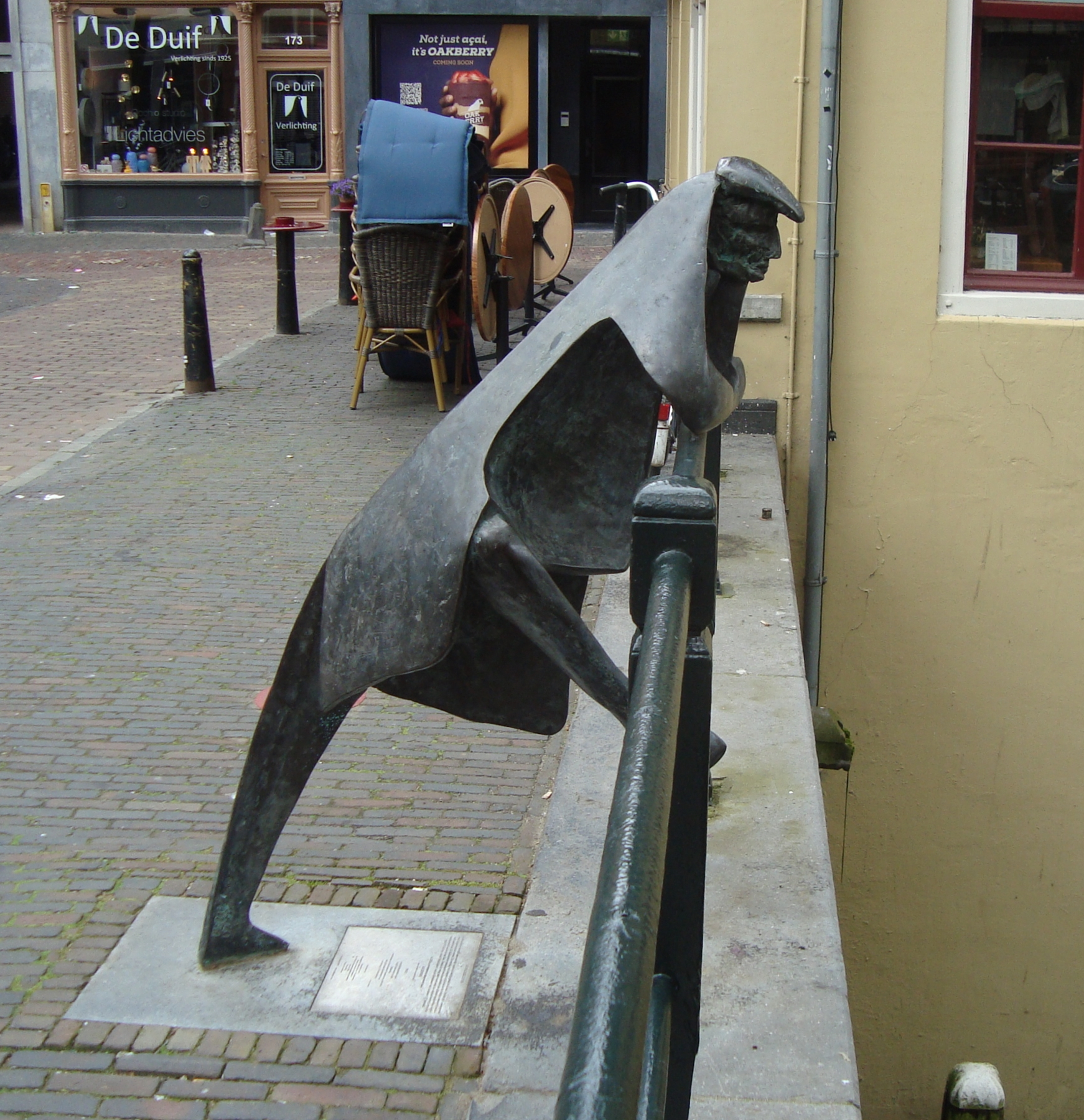
Kunstwerk de baliekluiver op de Gaardbrug.
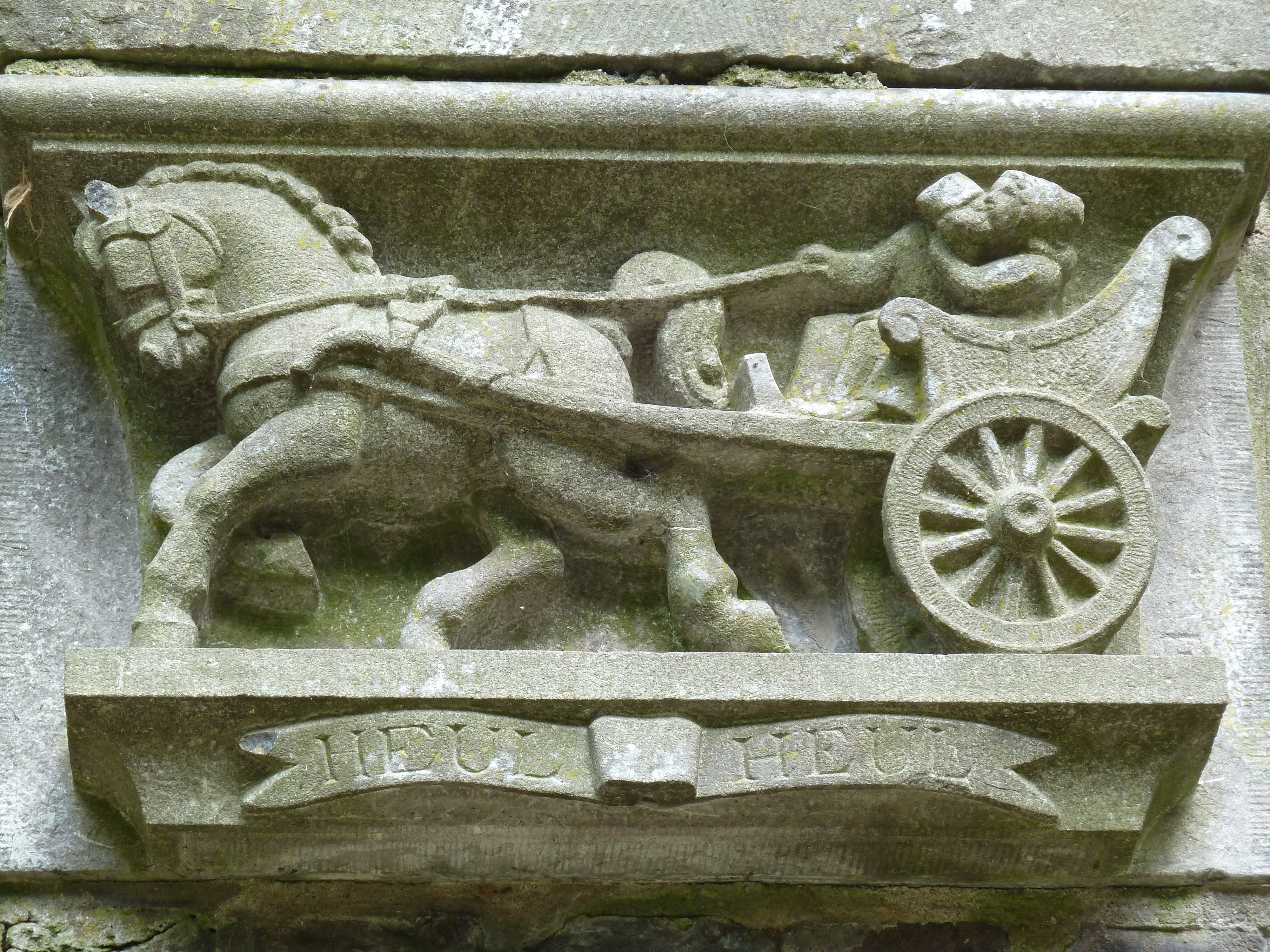
Heulen uitgebeeld in een lantaarnconsole aan de Oudegracht.